# Garfield: The Search for Pooky
Garfield: The Search for Pooky (en español: Garfield: La Búsqueda de Pooky) es un videojuego de plataformas de desplazamiento lineal, el juego fue desarrollado por InterActive Vision y publicado por The Game Factory el 14 de noviembre de 2005 para Game Boy Advance. Este fue el primer juego de Garfield que se hizo para Game Boy Advance.

## Historia
Era de noche y mientras Garfield dormía, 3 ratones entraron y se llevaron a Pooky sin razón aparente, cuando Garfield despierta y descubre que Pooky fue robado decide proponerse averiguar lo que a ocurrido y recuperar a su osito.

## Jugabilidad
Los jugadores controlan a Garfield a través de diversos niveles familiares para los conocedores de las tiras cómicas e interactuar con los personajes de la misma, a lo largo del nivel, la recolección de alimentos y la energía suben. Al final de cada nivel se debe luchar contra un jefe final.
- Datos: Q2446730